# Caladenia petrensis
Caladenia petrensis är en orkidéart som beskrevs av Andrew Phillip Brown och G.Brockman. Caladenia petrensis ingår i släktet Caladenia och familjen orkidéer. Inga underarter finns listade i Catalogue of Life.